# Saint-Martin-d'Abbat
Saint-Martin-d'Abbat és un municipi francès, situat al departament del Loiret i a la regió de Centre – Vall del Loira. L'any 2007 tenia 1.521 habitants.

## Demografia

### Població
El 2007 la població de fet de Saint-Martin-d'Abbat era de 1.521 persones. Hi havia 552 famílies, de les quals 84 eren unipersonals (32 homes vivint sols i 52 dones vivint soles), 192 parelles sense fills, 244 parelles amb fills i 32 famílies monoparentals amb fills.
La població ha evolucionat segons el següent gràfic:
Habitants censats

### Habitatges
El 2007 hi havia 666 habitatges, 561 eren l'habitatge principal de la família, 46 eren segones residències i 59 estaven desocupats. 640 eren cases i 23 eren apartaments. Dels 561 habitatges principals, 437 estaven ocupats pels seus propietaris, 113 estaven llogats i ocupats pels llogaters i 11 estaven cedits a títol gratuït; 1 tenia una cambra, 29 en tenien dues, 106 en tenien tres, 171 en tenien quatre i 254 en tenien cinc o més. 491 habitatges disposaven pel capbaix d'una plaça de pàrquing. A 191 habitatges hi havia un automòbil i a 330 n'hi havia dos o més.

### Piràmide de població
La piràmide de població per edats i sexe el 2009 era:
| Homes | Edats   | Dones |
| ----- | ------- | ----- |
| 0     | 95 o +  | 0     |
| 4     | 90 a 94 | 4     |
| 0     | 85 a 89 | 8     |
| 4     | 80 a 84 | 4     |
| 16    | 75 a 79 | 16    |
| 20    | 70 a 74 | 20    |
| 28    | 65 a 69 | 32    |
| 24    | 60 a 64 | 36    |
| 60    | 55 a 59 | 28    |
| 64    | 50 a 54 | 68    |
| 52    | 45 a 49 | 44    |
| 28    | 40 a 44 | 32    |
| 48    | 35 a 39 | 56    |
| 36    | 30 a 34 | 32    |
| 44    | 25 a 29 | 60    |
| 36    | 20 a 24 | 12    |
| 28    | 15 a 19 | 40    |
| 56    | 10 a 14 | 32    |
| 52    | 5 a 9   | 36    |
| 40    | 0 a 4   | 24    |

## Economia
El 2007 la població en edat de treballar era de 992 persones, 761 eren actives i 231 eren inactives. De les 761 persones actives 717 estaven ocupades (384 homes i 333 dones) i 44 estaven aturades (13 homes i 31 dones). De les 231 persones inactives 90 estaven jubilades, 66 estaven estudiant i 75 estaven classificades com a «altres inactius».

### Ingressos
El 2009 a Saint-Martin-d'Abbat hi havia 599 unitats fiscals que integraven 1.674,5 persones, la mediana anual d'ingressos fiscals per persona era de 18.932 €.

### Activitats econòmiques
Dels 59 establiments que hi havia el 2007, 1 era d'una empresa extractiva, 2 d'empreses alimentàries, 1 d'una empresa de fabricació de material elèctric, 8 d'empreses de fabricació d'altres productes industrials, 19 d'empreses de construcció, 12 d'empreses de comerç i reparació d'automòbils, 1 d'una empresa de transport, 2 d'empreses d'hostatgeria i restauració, 1 d'una empresa financera, 1 d'una empresa immobiliària, 7 d'empreses de serveis, 1 d'una entitat de l'administració pública i 3 d'empreses classificades com a «altres activitats de serveis».
Dels 22 establiments de servei als particulars que hi havia el 2009, 3 eren tallers de reparació d'automòbils i de material agrícola, 5 paletes, 1 guixaire pintor, 2 fusteries, 2 lampisteries, 5 electricistes, 1 empresa de construcció, 2 perruqueries i 1 restaurant.
Dels 2 establiments comercials que hi havia el 2009, 1 era una botiga de més de 120 m² i 1 una botiga de menys de 120 m².
L'any 2000 a Saint-Martin-d'Abbat hi havia 27 explotacions agrícoles que ocupaven un total de 990 hectàrees.

## Equipaments sanitaris i escolars
L'únic equipament sanitari que hi havia el 2009 era una farmàcia.
El 2009 hi havia una escola elemental integrada dins d'un grup escolar amb les comunes properes formant una escola dispersa.

## Poblacions més properes
El següent diagrama mostra les poblacions més properes.